# Жаляче дерево
Жаляче дерево (лат. Dendrocnide moroidea, англ. Gympie-Gympie) — великий чагарник, вид роду Dendrocnide родини кропивні (Urticaceae).
Рослина дуже отруйна, при контакті з листям або гілками викликає сильний опік з больовим подразненням, з часом біль стихає, але незначні рухи шкіри поновлюють сильні больові відчуття, які можуть тривати у місці опіку тижнями. Травмоване місце покривається червоними плямами, які поступово зливаються в одну велику пухлину, що тримається від декількох днів до декількох місяців. Відомо про одну загиблу людину і безліч собак та коней. При цьому відомо кілька видів сумчастих, включаючи червононогого філандера, комах і птахів, що харчуються листям і плодами цієї рослини й мають імунітет до опіків..

## Поширення й екологія
Представники виду виростають в тропічних дощових лісах Австралії, Молуккських островів та Індонезії.
Рослина є піонером, з'являючись першою на вирубках, гарях і сонячних місцях, після падіння великих дерев.

## Ботанічний опис
Стебло одиночне висотою 1-2 м.
Листя серцеподібне, по краю зубчасте, довжиною 12-22 см, шириною 11-18 см.
Рослина однодомна, чоловічі квітки оточені жіночими.
Плід — соковита односім'янка, схожа на плід тутового дерева.
Вся рослина містить дрібні волоски, схожі на пух, які містять токсин і щільно покривають листя, стебла та плоди.

## Нейротоксин
Повний склад нейротоксину залишався багато років невідомим. Перевірялась гіпотеза, що у жалячих голках може бути гістамін, ацетилхолін або навіть мурашина кислота, проте порівняння показало, що біль спричинюється іншим компонентом, більш сильним, ніж перераховані. У 2020 році дослідники Квінслендського університету виявили, що болісні токсини, якими володіє гігантське австралійське жалюче дерево, схожі на токсини, що містяться у павуків та конусоподібних равликів. Більш детальне вивчення дозволило виділити незначні по молекулярній вазі пептиди, які було названо гімпіетидами (англ. gympietides). Довготривалі больові відчуття було пояснено тим, що досить стійкі гімпіетиди назавжди змінювали натрієві канали в сенсорних нейронах. Гіпотеза про те, що больовий опік має довготривалий біль через застрягання дрібних жалячих волосків рослини у шкірі, була відкинута. Стійка структура нейротоксину може зберігати свою патологічну дію навіть у висушених листках рослини, що зберігаються у гербаріях.